# La Guerre de Cuba et l'Explosion du Maine à La Havane
La Guerre de Cuba et l'Explosion du Maine à La Havane és una pel·lícula muda francesa dirigida per Georges Méliès, estrenada el 1898.

## Argument
Reconstrucció, mitjançant maquetes, de l'explosió del cuirassat USS Maine a L'Havana (Cuba), el 15 de febrer de 1898.